# Мельникова (Камышловский район)
Мельникова — деревня в Камышловском районе Свердловской области России, входит в состав Галкинского сельского поселения.

## Географическое положение
Деревня Мельникова расположена в 36 километрах (по дороге в 42 километрах) к северу-северо-западу от города Камышлова, на левом берегу Ляги, (правого притока реки Ирбит, бассейн реки Туры), ниже правого притока — реки Попадьи.

## История деревни
Деревня основана в XVII в. крестьянином, бежавшим от платежа государственных податей из деревни Мельниковой Белослудского прихода Ирбитского уезда. Поселение сначала было в приходе Белослудской слободы, затем селение числилось в Стриганском приходе Ирбитского уезда, а в 1750 году было отнесено к Кочнёвскому приходу. Кочнёвский приход в 1887 г., ввиду упорства и прямого нежелания прихожан обеспечить местный причт готовым помещением, был временно закрыт и приписан к церкви с. Таушканского, затем восстановился.
Особенным почитанием прихожан пользовалась древняя икона святой мученицы Параскевы. По народному преданию, икона эта принадлежала одной старой девице деревни Мельниковой. Во время татарского набега в конце XVII в. все жители Мельниковой спаслись в лесах и полях. Девица скрылась на покос под копной сена, а икону поставила на копну. Татары подожгли сено на покосе, но копна, на которой стояла икона, уцелела, спаслась и девица. Жители д. Мельниковой после этого события построили часовню в честь муч. Параскевы и в ней поставили икону. В 1750 г., когда в с. Кочневском открылся самостоятельный приход, икона св. Параскевы была перенесена в Кочневский храм. В дни, в которые св. Церковь творит память муч. Параскевы, то есть, 28 октября и в пятницу на 9 нед. после Пасхи, ежегодно совершался крестный ход в дер. Мельникову; в этом ходе принимали участие и жители с. Стриганского.
В начале XX века в деревне была церковно-приходская школа.
В настоящий момент деревня входит в состав муниципального образования «Галкинское сельское поселение».

## Население
| 2002 | 2010 | 2021 |
| ---- | ---- | ---- |
| 16   | ↘0   | ↗1   |